# Bojana Drča
Bojana Drča, geb. Živković (serbisch-kyrillisch Бојана Живковић; * 29. März 1988 in Belgrad, Jugoslawien) ist eine serbische Volleyballspielerin.

## Karriere
Bojana Drča spielte 2006 für die serbisch-montenegrinische Nationalmannschaft und von 2007 bis 2019 für die serbische Nationalmannschaft. Die Zuspielerin nahm zweimal an Olympischen Spielen teil, erreichte 2012 in London Platz elf und gewann 2016 in Rio de Janeiro die Silbermedaille. Außerdem wurde Živković 2018 Weltmeisterin sowie 2017 und 2019 Europameisterin. Hinzu kamen 2009 und 2010 zwei Siege in der Europaliga.
Živković spielte seit 2005 bei folgenden Vereinen: Poštar 064 Belgrad, OK Roter Stern Belgrad, VBC Voléro Zürich, Omitschka Omsk, İller Bankası Ankara, VBC Voléro Zürich, Volero Le Cannet, Lokomotive Kaliningrad und nach einer Schwangerschaftspause seit 2021 wieder bei OK Roter Stern Belgrad.
Živković wurde bei verschiedenen internationalen Wettbewerben mehrfach individuell ausgezeichnet („Beste Zuspielerin“, „Beste Blockspielerin“ etc.).

## Privates
Bojana Drča ist seit 2018 mit dem Basketballspieler Luka Drča verheiratet.